# Helina rufoapicata
Helina rufoapicata este o specie de muște din genul Helina, familia Muscidae, descrisă de Malloch în anul 1934. Conform Catalogue of Life specia Helina rufoapicata nu are subspecii cunoscute.